# Oliver Helander
Oliver Helander, né le 1er janvier 1997, est un athlète finlandais spécialiste du lancer du javelot.

## Biographie
Le 14 juin 2022 à Turku lors des Paavo Nurmi Games, Oliver Helander se rapproche de la barrière des 90 mètres en établissant la marque de 89,83 m.

## Palmarès
| Date | Compétition           | Lieu  | Résultat | Marque  |
| ---- | --------------------- | ----- | -------- | ------- |
| 2024 | Championnats d'Europe | Rome  | 3e       | 85,75 m |
| 2024 | Jeux olympiques       | Paris | 9e       | 82,68 m |

## Records
| Épreuve           | Marque  | Lieu  | Date         |
| ----------------- | ------- | ----- | ------------ |
| Lancer du javelot | 89,83 m | Turku | 14 juin 2022 |